# 劉瑑
劉 瑑（りゅう てん、生年不詳 - 858年）は、唐代の官僚・法学者・政治家。字は子全。本貫は徐州彭城県。

## 経歴
雅州刺史の劉煟の子として生まれた。高宗期の宰相劉仁軌の五世の孫にあたる。開成2年（837年）、進士に及第した。会昌末年、尚書郎・知制誥に累進し、正式に中書舎人に任じられた。大中初年、翰林学士に抜擢された。ほどなく刑部侍郎に転じた。劉瑑は法律に詳しく、大中年間以前の244年間の制勅で施行された2865条を選んで、646門に分類し、その軽重を議論して、『大中統類』と呼ぶ法書を完成させ、上奏した。のちに河南尹として出向した。大中7年（853年）、検校工部尚書・汴州刺史・兼御史大夫・宣武軍節度・汴宋亳潁観察等使をつとめた。大中11年（857年）5月、検校礼部尚書・太原尹・北都留守・河東節度観察等使をつとめた。この年12月に入朝し、戸部侍郎に任じられ、判度支をつとめた。大中12年（858年）1月、本官のまま同中書門下平章事（宰相）となった。2月、集賢院大学士を加えられた。4月、工部尚書となった。5月丙寅、死去した。

## 伝記資料
- 『旧唐書』巻177 列伝第127
- 『新唐書』巻182 列伝第107